# U.S. Route 72
U.S. Route 72 (ou U.S. Highway 72) é uma autoestrada dos Estados Unidos.
Faz a ligação do Oeste para o Este. A U.S. Route 72 foi construída em 1926 e tem 337 milhas (542 km).

## Principais ligações
Autoestrada 65 em Athens

 US 231 em Huntsville

  US 11/41 em Chattanooga